# David Carlebach (Rabbiner, 1899)
David Carlebach (hebräisch דוד קרליבך; geboren 3. Juli 1899 in Memel, Deutsches Reich; gest. 2. Juli 1951 in Jerusalem) war ein deutsch-israelischer orthodoxer Rabbiner und Pädagoge.

## Leben
David Carlebach entstammte der deutsch-jüdischen Familie Carlebach, die über Generationen bedeutende Rabbiner hervorbrachte. Er war ein Sohn des Rabbiners Emanuel Carlebach (1874–1927) und dessen Frau Minna Mindel, geb. Joel (1873 Pfungstadt – 1948 Jerusalem). Der Lübecker Rabbiner Salomon Carlebach (1845–1919) und dessen Frau Esther Carlebach, geborene Adler (1853–1920) waren sein Großeltern. Vier seiner Onkel waren ebenfalls Rabbiner: Ephraim Carlebach (1879–1936), Joseph Carlebach (1883–1942), Hartwig Naphtali Carlebach (1889–1967) und der gleichnamige, jung verstorbene David Carlebach (1885–1913), mit dem er mitunter verwechselt oder vermischt wird.
Im Sommer 1904 zog die Familie nach Köln, wo Emanuel Carlebach Rabbiner der orthodoxen Synagoge Adass Jeschurun wurde. Von April 1906 bis Dezember 1909 besuchte David Carlebach die Vorschule und Sexta der städtischen Oberrealschule. Dann wechselte er auf das Staatliche Katholische Gymnasium an Aposteln, wo er Ostern 1917 sein Abitur ablegte. Ab September 1917 leistete er Kriegsdienst im Ersten Weltkrieg, zeitweise als Hilfs-Feldrabbiner.
Von 1919 bis 1920 und von 1921 bis 1923 studierte er an der Universität Köln, unterbrochen von einem Jahr Talmudstudium in Lübeck, am Rabbinerseminar zu Berlin und an der Jeschiwa Slabodka in Litauen. 1924 wurde er in Köln mit einer philologischen Dissertation über einen Mischna-Kommentar des Maimonides zum Dr. phil. promoviert. Er setzte sein Talmudstudium in Slobodka (Vilijampolė) fort und war auch als Schuldirektor in Kaunas tätig.

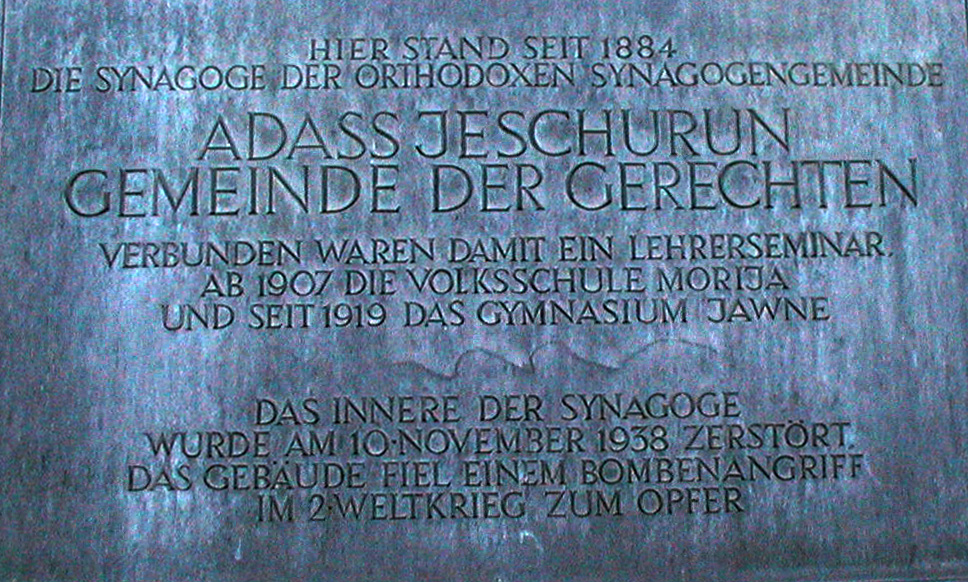
Gedenktafel für die ehem. Adass-Jeschurun-Synagoge in Köln

Nach dem Tod seines Vaters übernahm er 1929 dessen Stelle als Rabbiner der Kölner Synagoge Adass Jeschurun; gleichzeitig unterrichtete er Religion am jüdischen Realgymnasium Jawne. Von 1933 bis 1937 leitete er auch das Kölner jüdische Religionslehrerseminar. Er war Mitglied von Agudas Jisroel.
1937 gelang ihm die Emigration in das damalige Mandatsgebiet Palästina. In Israel war er pädagogisch tätig.
Seit April 1925 war er verheiratet mit Sara, geb. van Cleef (1897–1977).

## Schriften
- Der Mišna-Kommentar Maimunis zum Traktat Me'ilā: (Abschnitt I, II und III) im arabischen Original und mit berichtigter hebräischer Übersetzung zum ersten Mal hrsg. u. mit kritischen u. erläuternden Anmerkungen versehen. Diss. Köln 1924 (Auszug in Jahrbuch der Philosophischen Fakultät Köln 1923/24, S. 37–38)